# Apomys iridensis
{{#ifeq:0|0|{{#if:|{{#if:Apomysiridensis|[[]}}|}}}}
Apomys iridensis — лісова миша, ендемічна для гори Ірід у Лусоні, Філіппіни. Apomys iridensis був задокументований на висоті від 700 м до 1330 м, причому найбільш поширений на висоті вище 900 м. Описані з відновлюваних рівнинних і первинних гірських лісів, вони потенційно можуть виникнути на висоті нижче 700 м. У цих середовищах існування A. iridensis є найпоширенішим видом дрібних ссавців, який зустрічається синтопно з чотирма іншими місцевими видами дрібних ссавців (Apomys microdon, Bullimus luzonicus, Chrotomys mindorensis і Rattus everetti) і трьома немісцевими видами (Suncus murinus, Rattus exulans і R. tanezumi). Дані опитувань свідчать про те, що цей вид веде нічний або сутінковий спосіб життя. Було показано, що Apomys iridensis зберігається як у лісах, що відновлюються, так і в зрілих лісах, що означає здатність переносити помірний або великий рівень як природних, так і антропогенних порушень лісу